# 体積効率
体積効率（たいせきこうりつ）とは、4ストロークエンジンにおいて燃焼済みの排気と未燃焼の吸気を交換する能力を表す指標で、新気体積が当該気筒の排気量に対する比率を示す。大気圧や大気温度に依存しない指標である為、エンジン性能（能力）を示す指標として使用される。記号は、ηv　（イータブイと発音）。
似た概念として充填効率ηc　があるが、実際の吸入空気質量を示す指標である為、同じエンジンでも環境条件により変わり、意味が異なる。標準大気状態（1013[hPa], 20℃, 相対湿度60％）とでは、両者は同等となる。

## 定義
ηv　= 吸気系統入口の状態（圧力・温度）における吸入新気の体積⁄行程容積

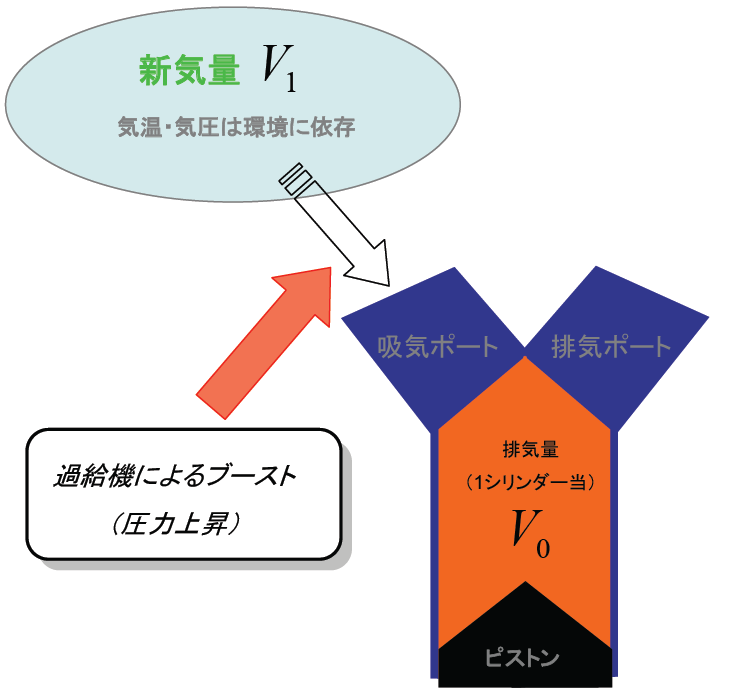
一般的な場合では体積効率はである。（シリンダー形状が全て同じエンジンの場合、それぞれのシリンダーの容積や吸排気量は同じだと仮定している。）

レシプロエンジンでは吸気と排気が交互に行われるが、一般的に燃焼した混合気はすべて排出されるわけではなく、一部は燃焼室内に残留する。したがってその分だけ燃焼室全体に占める新しい混合気の割合は少なくなる。この吸排気の目安となるのが体積効率で、吸気量を{\displaystyle V_{1}}とし、排気量（ピストンの押しのけ量で固定値）を{\displaystyle V_{0}}とすると{\displaystyle {V_{1}}/{V_{0}}} で表される。
ここで吸気量{\displaystyle V_{1}}はエンジンの空気取入れ口における温度と圧力での値に換算している。そのため過給機によるブーストを行ったり、強制吸排気を行う仕組みを持っている場合は1以上になりやすい。

## 体積効率向上のための手段
吸気と排気はバルブ形状やバルブ数、その開閉のタイミングに依存するので、それらを改善することが第一の手段である。一般的にバルブ径は大きい方が良いが、大きくするとバルブの重量が増加してしまうというトレードオフがある。その対策として小径のバルブを複数利用するという方法もある。また、最近はバルブ開閉のタイミングを制御して、吸気と排気が最適に行われるようにする可変バルブ機構を備えたものもある。
自然吸気エンジンにおいては、吸気系のジオメトリーによって動的効果が決まり、体積効率に大きな影響がある。吸気ポート管長に依存する慣性（過給）とそれに付随する脈動、インマニ上流の共鳴効果が知られており、エンジンの求められる性格に応じて設計がなされる。
半世紀以上前にはスリーブバルブが用いられることもあった。スリーブバルブはバルブが二重の円筒状になっており、一方がクランク軸と連動して回転し、両方に開けられたバルブ口が一致したときに吸気や排気が行われるという構造であった。この方式を採用すると重量の増加なくバルブ（開口面積）を大きくしやすいというメリットがあったが、機構が複雑になるため他の方式が発展した現代ではほとんど用いられていない。
動弁系の改良の他、最も良く取られる方法は過給機を利用することである。通常、吸気はピストンが下方に移動する際に生み出される負圧を利用しているが、過給機を使うと空気の圧力が高まって燃焼室内に吸い込まれやすくなる。また、1度に燃焼室内に入る気体分子数（物質量）も多くなる。
その他、エキスパンジョンチャンバーを設けて体積効率向上を図る場合もある。これを利用すると排気時は排気ポート側に負圧がかかるために排気が促進され、逆に吸気時は正圧がかかるために新気が排気ポートから漏れることを防いでくれる。